# Ogestad
Ogestads säteri är en herrgård i Odensvi socken i Västerviks kommun i Småland.
1698-1841 tillhörde Ogestad ägarna av Odensviholm och kom 1876 i ätten Liljenstolpes ägo.